# Arme de pointage
Ne doit pas être confondu avec Pointage (arme).

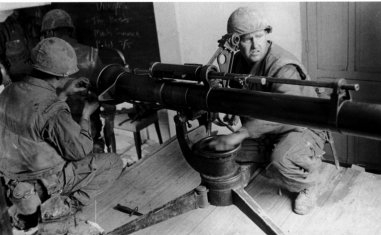
Des marines américains servant un canon antichar sans recul M40 de 106 mm pendant la bataille de Huế en 1968 au Vietnam. Noter l'arme de pointage surmontant le canon principal.

Une arme de pointage ou arme de guidage est une arme de petit calibre, fusil ou mitrailleuse, utilisée pour le pointage d'une arme principale de plus gros calibre.

## Fonctionnement
La balistique des munitions de l'arme de pointage, calée sur celle de la pièce à laquelle elle se trouve attachée, permet de caler le tir de l'arme principale. Ainsi, si la munition tirée par l'arme de pointage atteint l'objectif, celle que tire l'arme principale a de fortes chances d'atteindre également sa cible.
Leur usage est fréquent sur des armes de gros calibre, afin d'éviter de gâcher des munitions et du temps de rechargement, et de rendre plus difficile le repérage de la pièce d'artillerie par l'ennemi.

## Exemples d'usage

### Canon antichar sans recul
L'usage d'armes de guidage est fréquent sur l'artillerie antichar des années 1950 à 1970, notamment les canons sans recul. Ces armes étant d'un usage un peu particulier, le système de visée a dû être adapté.
Ces armes sont utilisées en tir direct avec une ligne de visée libre d'obstacle, et la vitesse initiale de leur projectile est plutôt basse. De fait, pour un projectile dont la trajectoire est plutôt haute, une estimation de la distance précise est primordiale. Si une lunette de visée permet de mesurer le relèvement d'une cible, elle ne permet pas toutefois d'évaluer avec précision ou facilité sa portée. Par ailleurs, un télémètre est à cette époque trop volumineux pour pouvoir accompagner de l'artillerie manuportable. Par la suite, l'arrivée du télémètre laser rend l'usage de l'arme de réglage obsolète.
La gamme britannique de canons antichars sans recul de 120 mm BAT (en) a utilisé divers systèmes de visée. Le premier BAT recourait à une simple visée optique. Le MoBAT, version plus légère et plus facile à transporter du précédent, utilise une mitrailleuse légère BREN modifiée, chambrée en 7.62. La dernière version de la série, le L6 Wombat, utilise le même système que le canon antichar sans recul M40, à savoir un Remington M8C chambré en 0,50 pouce (12,7 mm) américain,. Ces deux armes de pointage fonctionnaient en mode semi-automatique par emprunt de gaz. Le .50 n'était pas, comme il en est souvent fait mention, une modification de la mitrailleuse calibre .50 Browning M2 accueillant un cartouche 12,7 × 99 mm OTAN, mais une cartouche raccourcie de 12,7 × 76 mm.
Lorsque plusieurs de ces canons antichars sans recul sont montés un véhicule, comme sur le M50 Ontos, en général chaque tube dispose de sa propre arme de réglage, ceci permettant à chaque armée d'être simbleautée individuellement, afin d'augmenter la précision. Néanmoins, des six tubes de l'Ontos, seuls quatre étaient équipés d'une arme de réglage, ceci pour éviter de rendre plus haut encore un véhicule déjà très imposant. Cet attirail de série semble n'avoir été que suréquipement, augmentant les temps de rechargement et les emports de munitions nécessaires aux tirs de réglage. Il n'est pas rare de voir des photos de ces engins, déployés lors de la Guerre du Vietnam, où seules deux armes de réglage subsistent. D'ailleurs, les Ontos ont également été engagés avec seulement quatre, voire deux canons.
Parmi les autres véhicules emportant des canons antichars sans recul équipés d'armes de réglage, on peut citer le canon automoteur Type SU 60 S 106 mm japonais, montant deux canons sans recul M40.

### Lance-roquettes
Les lance-roquettes d'épaule manuportables sont sans doute les plus petites armes à avoir eu recours aux armes de réglage.
Le LAW 80 britannique, lance-roquettes de 94 mm développé en remplacement du LAW 66 et du Carl Gustav et entré en service en 1987, donne à l'infanterie britannique une meilleure puissance de feu antichar mobile. L'usage de son arme de réglage, dotée d'un chargeur de cinq coups, repose sur le principe inhabituel de munition à balistique adaptée
La même arme de réglage et la même cartouche sont par la suite utilisés sur le SMAW (en) américain.

### Canon principal de char d'assaut

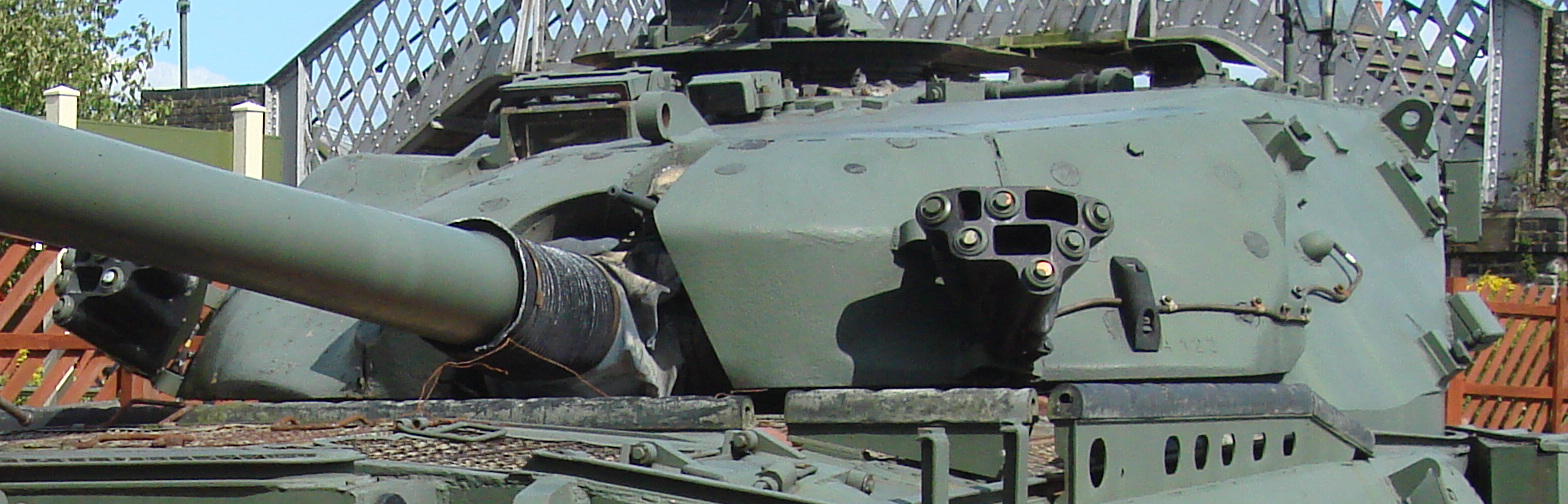
Char britannique Chieftain, dont on peut apercevoir l'arme de réglage jumelée au canon principal juste au-dessus de celui-ci, dépassant du mantelet.

Quelques rares chars ont bénéficié d'armes de réglage. Cette méthode a été d'un usage éphémère pendant les années 1950, à une époque où l'augmentation forte des calibres des canons embarqués par les chars — et la réduction conséquence du nombre de coups emportés — pousse à s'assurer d'un premier coup porté directement au but. Elle a très vite disparu, dès l'apparition des premiers télémètres lasers.
Le premier char à bénéficier de cet équipement est le Centurion britannique, lorsqu'il reçoit son nouveau canon L7 de 105 mm en 1959, mark 5,. L'arme de réglage est une variante de la mitrailleuse Browning calibre .50, version L6, et la munition tirée est une version dérivée du 12,7 × 99 mm OTAN, traçante, là aussi balistiquement adaptée au tir du canon qu'elle jouxte. Dans le cas du Centurion, le canon principal est également jouxté d'une mitrailleuse coaxiale, l'arme de réglage peut donc également servir au réglage de cette mitrailleuse. L'arme de pointage équipant le Centurion a été considérée comme un véritable succès. Du coup, elle a équipé par la suite les différentes variations ultérieures du char, et a même été installée sur sa version antérieure Mk 3 équipée du canon de 84 mm.
Par la suite, le même principe est mis en œuvre sur le canon de 120 mm du Chieftain,,. Cette fois-ci, les performances de l'arme de pointage sont moins appréciées. Accolée à une arme principale plus puissante dont la portée efficace est, selon le type de munition, de 3 300 yards (3 017,52 m) à 8 000 yards (7 315,2 m) pour un obus HESH, les munitions tirées par l'arme de pointage ne sont que de peu d'aide. En effet, d'une part le combustible de la munition traçante n'a qu'une portée de 2 600 yards (2 377,44 m), et d'une part à une telle distance il n'est plus guère possible de voir où la munition de pointage retombe. De plus, les tactiques en cours de développement à l'époque chez les experts du combat blindé se basent sur des portées supérieures à 3 000 yards (2 743,2 m), alors que l'on se satisfaisait de 2 000 yards (1 828,8 m) à l'époque du Centurion. Dès l'apparition des télémètres lasers, ceux-ci équipent rapidement le Chieftain à la place de l'arme de pointage.
Toutefois, l'arme blindée britannique retrouve un peu plus tard l'usage de l'arme de pointage, avec le FV-101 Scorpion, utilisant à cet effet, une mitrailleuse L43A1, variante du FN MAG chambrée en 7,62 × 51 mm Otan. Dans ce cas, plutôt que de faire doublon, il s'agit de la mitrailleuse coaxiale du canon principal qui peut également faire office d'arme de pointage. Vu cette destination alternative, la L43A1, directement dérivée de la version L8 destinée à être embarquée dans les AFVs, dispose d'un palier monté directement sur le canon de l'arme, plutôt que d'être classiquement monté sur la platine comme sur la version L8. Cette disposition améliore l'isolation thermique entre l'arme de pointage et le canon principal, ce qui limite échauffement et déformation du métal et baisse de précision du tir, ce qui est primordial dans le cas d'une arme servant à l'évaluation des distances.
On peut enfin également citer le FV4401 Contentious (en), projet de chasseur de chars britannique transportable par avion, équipé d'un Ordnance QF 20 pounder, véhicule qui n'est resté qu'à l'état de prototype.